# 東京成徳大学中学校・高等学校

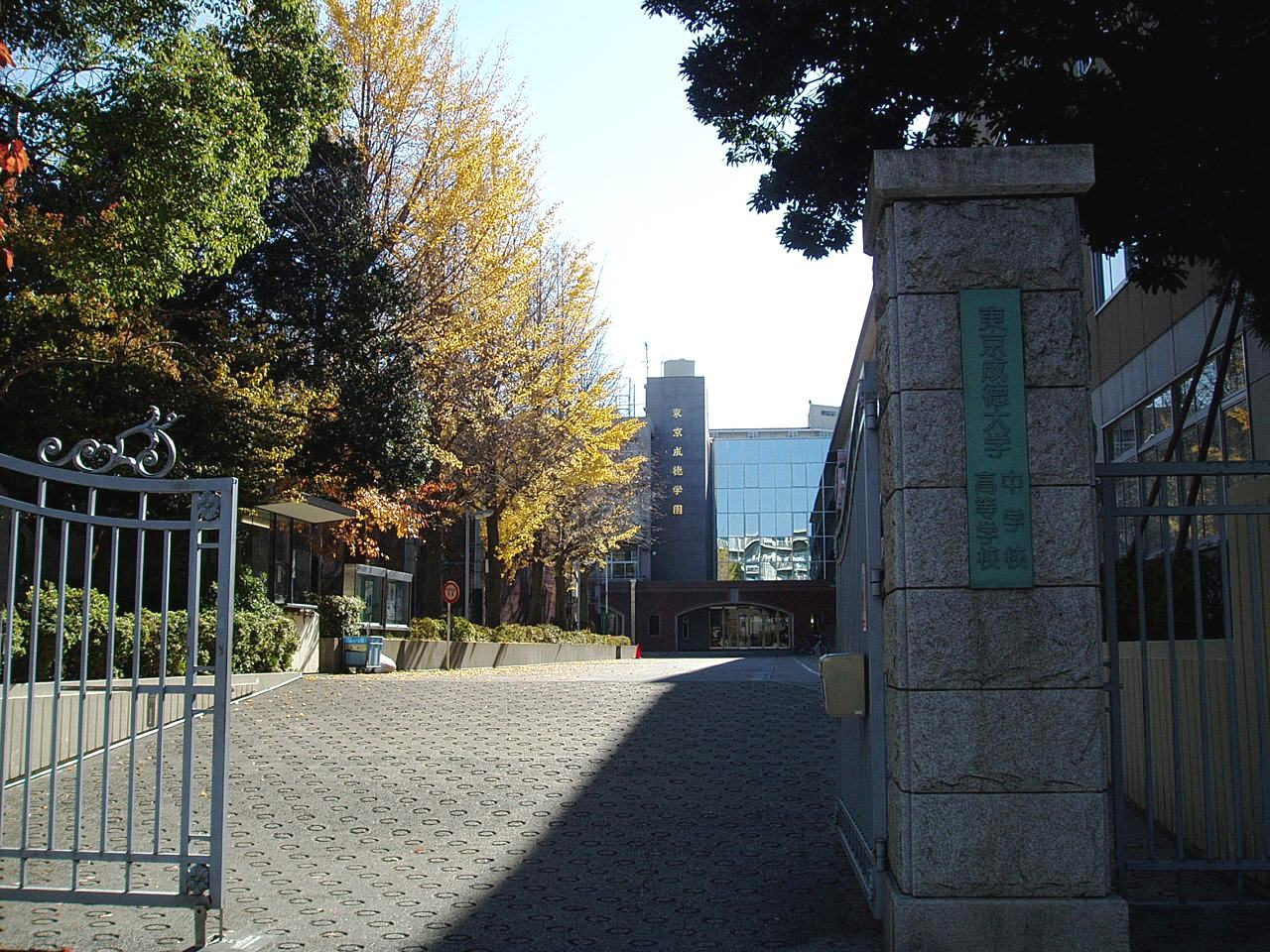
高等部

東京成徳大学中学校・高等学校（とうきょうせいとくだいがくちゅうがっこう・こうとうがっこう）は、東京都北区豊島八丁目（中高一貫部）と東京都北区王子六丁目（高等部）に所在し、中高一貫教育を提供する私立中学校・高等学校。高等学校において、中学校から入学した内部進学の生徒及び高等学校から入学した生徒との間では、3年間完全に別の校舎になる併設型中高一貫校。

## 概要
中学校からの入学者は高校の中高一貫部に、高校から入学する生徒は高校の高等部に在籍するが、両部とも別校地に分かれているため、別々に生活を送ることになる。従って、同じ学校に2つの学校がある状態である。
名称が類似している下北沢成徳高等学校との関係はない。

## 沿革
- 1926年（大正15年）4月 - 4年制の王子高等女学校（4年制）を創立
- 1931年（昭和6年）12月 - 東京成徳高等女学校に改称
- 1940年（昭和15年）12月 - 財団法人東京成徳高等女学校を設立
- 1947年（昭和22年）2月 - 東京成徳中学校開校
- 1948年（昭和23年）3月 - 財団法人東京成徳学園と改称。東京成徳高等学校開校
- 1951年（昭和26年）2月 - 財団法人東京成徳学園を学校法人東京成徳学園に組織変更
- 1952年（昭和27年）4月 - 高等学校に商業科を設置
- 1979年（昭和54年）4月 - 東京成徳中学校を東京成徳短期大学附属中学校に、東京成徳高等学校を東京成徳短期大学附属高等学校に校名変更
- 1981年（昭和56年） - 中学・高等学校の別館校舎と総合体育館完成
- 1982年（昭和57年） - 校外研修施設「戸隠グリーン」完成。この当時に校内で発生した事件を書いた書籍が発刊される
- 1997年（平成9年）4月 - 東京成徳短期大学附属中学校を東京成徳大学中学校に、東京成徳短期大学附属高等学校を東京成徳大学高等学校に校名変更
- 1998年（平成10年）4月 - 本館完成。東京成徳大学中学校を共学化
- 1999年（平成11年）4月 - 東京成徳大学高等学校の特別進学コースを共学化
- 2003年（平成15年）4月 - 東京成徳大学高等学校の生活文化科を募集停止、全てのコースを共学化
- 2008年（平成20年） - 中高一貫部の「本館」、高等部の「別館」呼称を公には廃止
- 2013年（平成25年） - 特進コースにSクラス新設
- 2015年（平成27年） - 創立90周年
- 2018年（平成30年） - Apple Distinguished Schoolの認定を受ける[2]
- 2020年（令和2年）  - ニュージーランドへ全員が学期留学することを実施[3]

## 部活動
- 中学男子サッカー部が令和元年度 第63回東京都中学校サッカー新人大会（都大会）[4] にてベスト16位に進出、令和2年度 第64回大会も出場を果たす。2020第12回首都圏私立中学校チャンピオンズカップ [5] では東京都代表として一都三県から選出された16校に進出、総合3位となる。
- 中学女子バスケットボール部が全国中学校バスケットボール大会にて、2000年、2001年、2004年、2005年、2006年に優勝し、2008年に準優勝した。
- 高校女子バスケットボール部がインターハイにて、1980年、1983年、1984年、2005年に優勝、1981年、2003年、2004年、2008年、2009年に準優勝、1999年、2006年、2007年に3位となっている。1981年にはウィンターカップで初優勝。
- 高校女子ラクロス部が全国中学校高等学校女子ラクロス選手権大会にて2009年、2010年、2014年、2017年、2022年に優勝、新型コロナウイルスの影響で2年連続の中止となったことで最多優勝を誇る。
- 2020 Tokyo Thanks Match 大会で高校女子バスケットボール部が準優勝。

## 著名な出身者

### 芸能界
- 細木数子※中退
- 青江三奈
- 栗田ひろみ
- 田中好子
- 大場久美子 - 堀越高等学校へ転校
- 辻沢響江
- 本田美奈子. -堀越高等学校へ転校
- 中川みどり
- 中沢純子
- 新田恵美
- なかせひな
- 奥平大兼

### スポーツ
水泳
- 伊藤華英
- 木村衣里
- 池愛里

バスケ
- 黒田麻由美
- 丸山美樹
- 吉田沙織
- 吉田亜沙美
- 藤井美紀
- 高田真里子
- 山田茉美
- 有山景子
- 天野佳代子
- 本田雅衣
- 大崎佑圭
- 篠原恵
- 山本千夏
- 石原愛子
- 濱西七海
- 木村亜美
- 大原咲織
- 三好青花
- 田中真美子
- 洪潤夏
- 山田葵

### その他
- 広瀬章人 - 将棋

## 制服
- 冬服 - 男子：ブレザー、　女子：ブレザー
- 夏服 - 男子：ワイシャツ、女子：ニット系ベスト

## 交通
電車
- 東京メトロ南北線王子神谷駅から徒歩5分（中高一貫部）、徒歩7分（高等部）
- JR京浜東北線東十条駅から徒歩15分（中高一貫部）

バス
- 中高一貫部

| 運行事業者         | 乗車駅   | 系統 | 下車停留所              |
| ------------------ | -------- | ---- | ----------------------- |
| 都営バス           | 新宿駅   | 王78 | 「王子五丁目」、徒歩5分 |
| 東武バスセントラル | 亀有駅   | 王30 | 「王子五丁目」、徒歩5分 |
| 国際興業バス       | 上板橋駅 | 王54 | 「王子五丁目」、徒歩5分 |

- 高等部

| 運行事業者 | 乗車駅 | 系統                 | 下車停留所              |
| ---------- | ------ | -------------------- | ----------------------- |
| 都営バス   | 池袋駅 | 王55                 | 「豊島八丁目」、徒歩2分 |
| 都営バス   | 王子駅 | 王41・王45・王49     | 「豊島八丁目」、徒歩2分 |
| 都営バス   | 王子駅 | 王40甲・王40丙・王57 | 「豊島四丁目」、徒歩7分 |

## 系列校
- 東京成徳大学
- 東京成徳短期大学
- 東京成徳大学深谷中学校・高等学校